# Tentação (canção de Eliana)
Tentação é uma canção da apresentadora e cantora brasileira Eliana, o quarto single de sua carreira como cantora , parte do álbum Eliana, lançado em 1994. 
Como Eliana havia gostado do resultado de "Amiga", canção de seu primeiro álbum, Os Dedinhos, ela resolveu que seu novo trabalho musical também deveria ter uma música mais adulta em comparação às demais faixas infantis. Augusto César e Paulo Cezar Valle foram os responsáveis por escrever este single, que foi lançado sem grandes alardes em 1994.